# LesePeter
Der LesePeter ist eine Literaturauszeichnung, den die Arbeitsgemeinschaft Jugendliteratur und Medien (AJuM) der GEW seit September 2003 für ein herausragendes, aktuelles Buch der Kinder- und Jugendliteratur monatlich verleiht, abwechselnd in den Sparten
- Kinderbuch (Januar, Mai, September)
- Jugendbuch (Februar, Juni, Oktober)
- Sachbuch (März, Juli, November)
- Bilderbuch (April, August, Dezember)

## Ausgezeichnete Werke

### 2019
- Januar:
- Februar: Christoph Jehlicka: Das Lied vom Ende
- März:
- April:
- Mai:
- Juni:
- Juli:
- August:
- September: Lara Schützsack: Sonne, Moon und Sterne
- Oktober:
- November:
- Dezember:

### 2018
- Januar: Diana Hillebrand und Stefanie Duckstein: Hannah lüftet Friedhofsgeheimnisse. Eine Geschichte über den Tod und was danach kommt
- Februar: Lena Gorelik: Mehr Schwarz als Lila
- März: Peter Wohlleben: Hörst du, wie die Bäume sprechen? Eine kleine Entdeckungsreise durch den Wald
- April: Max Kaplan und Lev Kaplan: Eisbjörn. Das unglaubliche Abenteuer eines tapferen Mäuserichs
- Mai: Annette Herzog und Pe Grigo: Wer fragt schon einen Kater?
- Juni: Anselm Neft: Vom Licht
- Juli: Stefan Casta und Maj Fagerberg: Auf der Hummelwiese. Das große Herbarium
- August: Joanne Schwartz und Sydney Smith: Stadt am Meer
- September: Salah Naoura und Maja Bohn: Der Ratz-Fatz-x-weg 23
- Oktober: Judith Girdl: Das Leben meines besten Freundes
- November: Charlotte Guillain und Yuval Zommer: Unter meinen Füßen
- Dezember: Mieke Scheier: Passt nicht

### 2017
- Januar: Lisa-Marie Dickreiter und Winfried Oelsner: Max und die Wilde Sieben
- Februar: Mehrnousch Zaeri-Esfahani und Mehrdad Zaeri-Esfahani: 33 Bogen und ein Teehaus
- März: Dan Kainen und Carol Kaufmann: Polar
- April: Myriam Bendhif-Syllas und Marion Arbona: Die Mondwandlerin. Übers. Patricia Klobusiczky
- Mai: Annie M. G. Schmidt und Sieb Posthuma: Ein Teich voll mit Tinte. Reimgeschichten
- Juni: Alex Gino: George
- Juli: Bernadette Gervais: Der Marienkäfer
- August: Ulrike Möltgen und Kilian Leypold: Wolfsbrot
- September: Anke Stelling: Erna und die drei Wahrheiten
- Oktober: Robert Deutsch: Turing
- November: Gianumberto Accinelli und Serena Viola: Der Dominoeffekt oder Die unsichtbaren Fäden der Natur
- Dezember: Mario Ramos: König sein. Übers. Alexander Potyka

### 2016
- Januar: Anja Janotta: Linkslesestärke oder Die Sache mit den Borten und Wuchstaben
- Februar: Dirk Pope: Idiotensicher
- März: Ludvik Glazer-Naudé & Ingrid Leser-Matthesius: Die Zauberflöte
- April: Kathrin Schärer: Der Tod auf dem Apfelbaum
- Mai: Kirsten Boie & Jan Birck: Bestimmt wird alles gut
- Juni: Jon Walter: Jenseits des Meeres
- Juli: Owen Davey: Die Affenbande
- August: Stephen Walton & Katie Cotton: Löwen zählen
- September: Ute Wegmann: Dunkelgrün wie das Meer
- Oktober: Katrin Zipse: Die Quersumme von Liebe
- November: Fleur Daugey und Sandrine Thommen: Vögel auf Weltreise
- Dezember: Torben Kuhlmann: Armstrong. Die abenteuerliche Reise einer Maus zum Mond

### 2015
- Januar: Antje Leser und Sabine Rixen (Illustrationen): Unterm Gras
- Februar: Brigitte van Aken: Alle Liebe, deine Lise
- März: Marko Simsa und Silke Brix: Klassik-Hits für Kinder
- April: Aaron Becker: Die Reise
- Mai: Ulrich Hub und Heike Drewelow (Illustrationen): Füchse lügen nicht
- Juni: Hannele Huovi: Die Federkette
- Juli: Bernd Hill: Bionik – Schmetterlingen abgeschaut
- August: María Julia Díaz Garrido & David Daniel Álvarez Hernández: Als die Vögel vergaßen, Vögel zu sein
- September: Dorothea Flechsig: Sandor – Not macht erfinderisch
- Oktober: David Whitehouse: Die Reise mit der gestohlenen Bibliothek
- November: Carolin Seck und Gunnar Dickfeld: Ata und Ri im Reich der Steine
- Dezember: Mar Pavon und Vitali Konstantinov: Sechs Langbärte

### 2014
- Januar: Mira Lobe: Lollo
- Februar: Emmy Abrahamson: Widerspruch zwecklos oder Wie man eine polnische Mutter überlebt
- März: Friedrich Soretz: Bunt is(s)t gesund!
- April: Komako Sakai: Hannas Nacht
- Mai: Georg Büchner, Barbara Kindermann und Almud Kunert (Illustrationen): Leonce und Lena
- Juni: David Levithan: Letztendlich sind wir dem Uni-versum egal
- Juli: Renate Habinger und Verena Ballhaus (Illustrationen): Kritzel & Klecks
- August: David Wiesner: Herr Schnuffels
- September: Jurij Koch und Thomas Leibe: Oma Kata – Marka und die Streithähne
- Oktober: Edgar Rai und Cem Gülay: Sunny war gestern
- November: Chantal-Fleur Sandjon und Pe Grigo: Happy Earth
- Dezember: Willy Puchner: ABC der fantastischen Prinzen

### 2013
- Januar: Emily Jenkins, Illustrationen von Joelle Tourlonias: Der unsichtbare Wink
- Februar: Anne C. Voorhoeve: Unterland
- März: Anke M. Leitzgen und Lisa Rienermann: Entdecke, was dir schmeckt
- April: Zoran Drvenkar und Ole Könnecke (Illustrationen): Du schon wieder
- Mai: Timo Parvela: Ella und der Neue in der Klasse
- Juni: Daniel Höra: Braune Erde
- Juli: Dr. Mike Goldsmith und Seb Burnett: So wirst du ein Mathe-Genie
- August: Christina Björk und Eva Eriksson (Illustrationen): Sieben Prinzessinnen und jede Menge Drachen
- September Michael De Cock: Rosie und Moussa
- Oktober Jürgen Seidel: Das Paradies der Täter
- November Manfred Mai und Dorothea Tust: Die Geschichte Deutschlands
- Dezember Ljuba Stille: Liese lutscht

### 2012
- Januar: Ulrike Rylance. Illustrationen von Silke Leffler: Emma im Knopfland
- Februar: Robin Brande: Fat Cat
- März: Bärbel Oftring. Fotos von Ingo Arndt: Tatort Natur
- April: Brüder Grimm. Illustrationen von Sybille Schenker: Hänsel und Gretel
- Mai: Nathan Luff: Nichts für Weicheier
- Juni: Catherine Bruton: Der Nine-Eleven-Junge
- Juli: Andreas Venzke: Die Brüder Grimm und das Rätsel des Froschkönigs
- August: Edward van de Vendel und Alain Verster: Die Taube, die sich nicht traute
- September: Eli Rygg: Goodbye, Uroma
- Oktober: Gill Lewis: Der Ruf des Kulanjango
- November: Héléne Rajcak und Damien Laverdunt: Unglaubliche Geschichten von ausgestorbenen Tieren
- Dezember: Lorenz Pauli und Kathrin Schärer: nur wir alle

### 2011
- Januar: Albert Wendt: Bummelpeters Weihnachtsfest
- Februar: Güner Yasemin Balcı: ArabQueen oder der Geschmack der Freiheit
- März: Wolfgang Hensel: Magische Bilder
- April: Wilhelm Busch & Jonas Lauströer: Hans Huckebein
- Mai: Inge Meyer-Dietrich & Anja Kiel: Die Hüter des Schwarzen Goldes
- Juni: Stefanie Harjes & Franz Kafka: Kafka
- Juli: Alexander Cox, Deborah Lock, Fleur Stat, Anneka Wahlhaus u. a. m.: Wer ist Chef im Staat? So funktioniert Politik!
- August Jürg Schubiger & Rotraut Susanne Berner: Als der Tod zu uns kam
- September Doris Wirth & Marc Robitzky: Der Kelch des Königs – Benny Blu und die Geheimnisse Arkaniens Bd. 2
- Oktober Gabriele Gferer: grenzenlos nah
- November Reeves, Hofer & Kronzucker: 500 junge Ideen, täglich die Welt zu verbessern
- Dezember Fabrizio Silei & Maurizio A. C. Quarello: Der Bus von Rosa Parks

### 2010
- Januar: Dirk Traeger: Silva Norica – Verschwörung im Moor
- Februar: Beate Teresa Hanika: Rotkäppchen muss weinen
- März: Marko Simsa & Doris Eisenburger: Die Moldau
- April: Nadine Brun-Cosme & Olivier Tallec: Großer Wolf & kleiner Wolf
- Mai: Hilke Rosenboom: Olli wird großer Bruder
- Juni: Grit Poppe: Weggesperrt
- Juli: Aleksandra Machowiak & Daniel Mizielinski: Treppe Fenster Klo – Die ungewöhnlichsten Häuser der Welt
- August: Gabriel Erz & Peter Engel: Harry und die Amsel – Ein AH-Buch mit Z zum Schluss
- September: Alexa Plass-Schmidt: Bloß keine Ferien
- Oktober: Nava Semel: Liebe für Anfänger
- November: Gerda Anger-Schmidt & Renate Habinger: Das Buch, gegen das kein Kraut gewachsen ist – Kräuter und Gewürze von Augentrost bis Zimt
- Dezember: Agnès de Lestrade & Valeria Docampo: Die große Wörterfabrik

### 2009
- Januar: Andreas Steinhöfel & Peter Schössow: Rico, Oskar und die Tieferschatten
- Februar: Aygen-Sibel Çelik: Seidenhaar
- März: Karin Schmidl: ISLAM – Paul und die Weltreligionen
- April: Jan Lööf: Matildas Katzen
- Mai: Watt Key: Alabama Moon
- Juni: Anne C. Voorhoeve: Einundzwanzigster Juli
- Juli: Ute und Tilman Michalski: Eins, zwei, drei ... ich komme!
- August: Deborah Noyes & Bagram Ibatoulline: Hannah in der Zeit der Tulpen
- September: Corinna Gieseler: Das Geheimnis des Bücherhüters
- Oktober: Tami Shem-Tov: Das Mädchen mit den drei Namen
- November: Éric Demay: Delfine und Wale
- Dezember: Ayano Imai: Der Stiefelkater

### 2008
- Januar: Lucy und Stephen Hawking: Der geheime Schlüssel zum Universum
- Februar: Hermann Schulz: Der silberne Jaguar
- März: Al Gore: Eine unbequeme Wahrheit – Klimawandel geht uns alle an
- April: Bill Grossman, Ebi Naumann und Dorota Wünsch: Mariechen fraß 'nen Hasen auf
- Mai: Edward van de Vendel: Twice oder Cooler als Eis
- Juni: Karen Cushman: Das laute Schweigen der Francine Green
- Juli: Hermann Vinke: Die DDR
- August: Mireille d’Allancé: Robbi regt sich auf – Robby gets mad
- September: Barbara Friedl-Stocks: Der magische Buchladen
- Oktober: Morton Rhue: ghetto KIDZ
- November: Sonja Floto-Stammen und Sandra Kretzmann: Wo Schmatzen und Schlürfen erlaubt ist
- Dezember: Lorenz Pauli und Kathrin Schärer: ich mit dir, du mit mir

### 2007
- Januar: Petter Lidbeck, Vinni im Winter
- Februar: Karlijn Stoffels, Marokko am See
- März: Anna Mieszkowska: Die Mutter der Holocaust-Kinder. Irena Sendler und die geretteten Kinder aus dem Warschauer Ghetto
- April: Ulf Nilsson und Eva Eriksson, Die besten Beerdigungen der Welt
- Mai: Brigitte Minne: Eichhörnchenzeit
- Juni: Marie-Aude Murail: Simpel
- Juli: Tim Flannery: Wir Klimakiller. Wie wir die Erde retten können
- August: Emily Gravett: Post vom Erdmännchen
- September: Kate DiCamillo: Die wundersame Reise von Edward Tulane
- Oktober: Karla Schneider: Marcolini oder Wie man Günstling wird
- November: Barbara Stieff: Träume ernten – Hundertwasser für Kinder
- Dezember: Wolf Erlbruch: Ente, Tod und Tulpe

### 2006
- Januar: Gunnel Linde, Joppe
- Februar: Andreas Eschbach, Die seltene Gabe
- März: Claus Christian Malzahn, Deutschland, Deutschland. Kurze Geschichte einer geteilten Nation
- April: René Mettler, Die Natur ganz nah und weit weg
- Mai: Dagmar H. Mueller, Die Hälfte des Himmels gehört Bo
- Juni: Margaret Wild, Eine Nacht
- Juli: Johann Grolle, Evolution
- August: Heinz Janisch und Helga Bansch, Ein Haus am Meer
- September: Laura S. Matthews, Fisch – Flucht ins Leben
- Oktober: Jean-Paul Nozière, Total verrückt
- November: Eirik Newth, Die Krähe, die nicht bis 5 zählen konnte
- Dezember: Sebastian Meschenmoser, Herr Eichhorn und der Mond

### 2005
- Januar: Roddy Doyle, Rover rettet Weihnachten
- Februar: Melvin Burgess, Doing it
- März: Rudolf Herfurtner, Tims wundersame Sternenreise
- April: Maurice Sendak und Tony Kushner, Brundibar
- Mai: Katherine Scholes, Die Nacht der Vögel, illustriert von Quint Buchholz
- Juni: Ian Lawrence, Die Tochter des Leuchtturmwärters
- Juli: Claude Nuridsany, Marie Pérennou, Genesis – Woher kommen wir?
- August: Peter Schössow, Gehört das so??! Die Geschichte von Elvis
- September: Beate Dölling, Kaninchen bringen Glück
- Oktober: Karin Gündisch, Cosmin – Von einem, der auszog, das Leben zu lernen
- November: Anne Möller, Nester bauen, Höhlen knabbern. Wie Insekten für ihre Kinder sorgen
- Dezember: Einar Turkowski, Es war finster und merkwürdig still

### 2004
- Januar: Kate DiCamillo, Winn-Dixie
- Februar: Mirjam Pressler, Die Zeit der schlafenden Hunde
- März: Anne Möller, Rotschwänzchen was machst du hier im Schnee?
- April: Philippe Goossens und Thierry Robberecht, Eva im Land der verlorenen Schwestern
- Mai: Gottes Wege. Die Bibel von Klaus Knoke nacherzählt.
- Juni: Donna Jo Napoli, Donata, Tochter Venedigs
- Juli: Donna Vekteris, Unwetter
- August: Sabine Wiemers und Heinz Janisch, Ein ganz gewöhnlicher Montag
- September: Jutta Richter, Hechtsommer, illustriert von Quint Buchholz
- Oktober: Anne C. Voorhoeve, Lilly unter den Linden
- November: Hermann Krekeler, Experimente für alle Sinne
- Dezember: Anthony Browne, In den Wald hinein

### 2003
- September: Marjaleena Lembcke, In Afrika war er nie
- Oktober: Bjarne Reuter, Operation Mikado
- November: Rainer Köthe, Tessloffs superschlaues Antwortbuch. Wissenschaft im Alltag
- Dezember: Margaret Wild und Ron Brooks, Fuchs